# Thomas (Virgínia Ocidental)
Thomas é uma cidade localizada no estado norte-americano de Virgínia Ocidental, no Condado de Tucker.

## Demografia
Segundo o censo norte-americano de 2000, a sua população era de 452 habitantes.
Em 2006, foi estimada uma população de 402, um decréscimo de 50 (-11.1%).

## Geografia
De acordo com o United States Census Bureau tem uma área de
1,6 km², dos quais 1,6 km² cobertos por terra e 0,0 km² cobertos por água.

## Localidades na vizinhança
O diagrama seguinte representa as localidades num raio de 20 km ao redor de Thomas.